# Armindo Sieb
Armindo Sieb, né le 17 février 2003 à Halle-sur-Saale en Allemagne, est un footballeur allemand qui évolue au poste d'attaquant au FSV Mayence, en prêt du Bayern Munich.

## Biographie

### En club
Né à Halle-sur-Saale en Allemagne, Armindo Sieb est notamment formé par le RB Leipzig et le TSG 1899 Hoffenheim avant de rejoindre le Bayern Munich en 2020 et y poursuit sa formation.
Il joue son premier match avec l'équipe première le 15 octobre 2020, à l'occasion d'un match de coupe d'Allemagne contre le 1.FC Düren (en). Il entre en jeu et son équipe s'impose par trois buts à zéro. 
Le 24 juin 2022, Armindo Sieb rejoint Greuther Fürth. Il signe un contrat de trois ans, soit jusqu'en juin 2025.
Le 25 février 2024, Sieb se fait remarquer en réalisant son premier doublé, lors d'une rencontre de championnat face au rival du 1. FC Nuremberg. Il est titularisé et permet à son équipe de s'imposer par deux buts à un,.

### En sélection
Armindo Sieb représente l'équipe d'Allemagne des moins de 19 ans, jouant un total de onze matchs avec cette sélection entre 2021 et 2022, et marque quatre buts.
En mars 2024, Sieb est convoqué pour la première fois avec l'équipe d'Allemagne espoirs par le sélectionneur Antonio Di Salvo.